# Volta à Normandia de 2013
A Volta à Normandia de 2013 foi a 33ª edição da prova de ciclismo de estrada Volta à Normandia. É uma prova de coeficiente 2.2 no UCI Europe Tour, e decorreu entre os dias 18 e 24 de Março de 2013, na França.

## Percurso
| Etapa | Data     | Percurso                              | Distância | Tipo | Tipo                      | Vencedor         |
| ----- | -------- | ------------------------------------- | --------- | ---- | ------------------------- | ---------------- |
| Pro   | 18 Março | Saint-Lô                              | 3.4 km    |      | Contra-relógio Individual | Thomas Scully    |
| 1     | 19 Março | Colombelles a Forges-les-Eaux         | 201 km    |      | Etapa Plana               | Fábio Silvestre  |
| 2     | 20 Março | Forges-les-Eaux a Elbeuf-sur-Seine    | 161 km    |      | Etapa Plana               | Martin Mortensen |
| 3     | 21 Março | Thuit-Signol a Argentan               | 159 km    |      | Etapa Média-Montanha      | Alexandre Blain  |
| 4     | 22 Março | Domfort a Villers-Bocage              | 155 km    |      | Etapa Média-Montanha      | Anthony Charteau |
| 5     | 23 Março | Gouville-sur-Mer a Bagnoles-de-l'Orne | 183 km    |      | Etapa Média-Montanha      | Rick Zabel       |
| 6     | 24 Março | Bagnoles-de-l'Orne a Caen             | 137 km    |      | Etapa Plana               | Tino Thömel      |

## Etapas

### Prólogo
18 Março 2013 – Saint-Lô, 3,4 km
|    | Ciclista                 | Equipa                        | Tempo    |
| -- | ------------------------ | ----------------------------- | -------- |
| 1  | Thomas Scully            | Team Raleigh                  | 04m39s55 |
| 2  | Aléxis Gougeard          | USSA Pavilly Barentin         | 04m40s40 |
| 3  | Bryan Nauleau            | Vendée U - PDL                | 04m41s31 |
| 4  | Fredrik Ludvigsson       | Team People4you - Unaas Cycli | 04m41s60 |
| 5  | Pierre-Henri Lecuisinier | Vendée U - PDL                | 04m42s68 |
| 6  | Rick Zabel               | Rabobank D. Team              | 04m42s69 |
| 7  | Silvan Dillier           | BMC                           | 04m42s93 |
| 8  | Olivier Pardini          | Verandas Willems              | 04m42s99 |
| 9  | Maxim Pokidov            | Itera-Katusha                 | 04m43s00 |
| 10 | Fábio Silvestre          | RadioShack-Leopard-Trek       | 04m44s28 |

|    | Ciclista                 | Equipa                        | Tempo    |
| -- | ------------------------ | ----------------------------- | -------- |
| 1  | Thomas Scully            | Team Raleigh                  | 04m39s55 |
| 2  | Aléxis Gougeard          | USSA Pavilly Barentin         | 04m40s40 |
| 3  | Bryan Nauleau            | Vendée U - PDL                | 04m41s31 |
| 4  | Fredrik Ludvigsson       | Team People4you - Unaas Cycli | 04m41s60 |
| 5  | Pierre-Henri Lecuisinier | Vendée U - PDL                | 04m42s68 |
| 6  | Rick Zabel               | Rabobank D. Team              | 04m42s69 |
| 7  | Silvan Dillier           | BMC                           | 04m42s93 |
| 8  | Olivier Pardini          | Verandas Willems              | 04m42s99 |
| 9  | Maxim Pokidov            | Itera-Katusha                 | 04m43s00 |
| 10 | Fábio Silvestre          | RadioShack-Leopard-Trek       | 04m44s28 |

### 1ª Etapa
19 Março 2013 – Colombelles a Forges-les-Eaux, 201 km
|   | Ciclista          | Equipa                  | Tempo     |
| - | ----------------- | ----------------------- | --------- |
| 1 | Fábio Silvestre   | RadioShack-Leopard-Trek | 04h39m51s |
| 2 | Coen Vermeltfoort | CT Rijke-Shanks         | m.t.      |
| 3 | Alexandre Blain   | Team Raleigh            | m.t.      |
| 4 | Tony Hurel        | Europcar                | m.t.      |
| 5 | Sergey Nikolaev   | Itera-Katusha           | m.t       |

|   | Ciclista           | Equipa                        | Tempo     |
| - | ------------------ | ----------------------------- | --------- |
| 1 | Fábio Silvestre    | RadioShack-Leopard-Trek       | 04h44m25s |
| 2 | Fredrik Ludvigsson | Team People4you - Unaas Cycli | a 7s      |
| 3 | Silvan Dillier     | BMC                           | a 8s      |
| 4 | Coen Vermeltfoort  | CT Rijke-Shanks               | a 12s     |
| 5 | Tino Thömel        | Team NSP-Ghost                | a 13s     |

### 2ª Etapa
20 Março 2013 – Forges-les-Eaux a Elbeuf-sur-Seine, 161 km
|    | Ciclista         | Equipa                       | Tempo     |
| -- | ---------------- | ---------------------------- | --------- |
| 1  | Martin Mortensen | Concordia Forsikring - Riwal | 03h58m14s |
| 2  | Jesper Hansen    | Team Cult Energy             | m.t.      |
| 3  | Marco Benfatto   | Astana                       | 03h58m21s |
| 4  | Tony Hurel       | Europcar                     | m.t.      |
| 5  | Alexandre Blain  | Team Raleigh                 | m.t       |
| 6  | Silvan Dillier   | BMC                          | m.t       |
| 7  | Sergey Nikolaev  | Itera-Katusha                | m.t       |
| 8  | Eugenio Alafaci  | RadioShack-Leopard-Trek      | m.t       |
| 9  | Erwan Brenterch  | VC Rouen 76                  | m.t       |
| 10 | Julien Duval     | VC Roubaix Lille Métropole   | m.t       |

|    | Ciclista            | Equipa                        | Tempo     |
| -- | ------------------- | ----------------------------- | --------- |
| 1  | Fábio Silvestre     | RadioShack-Leopard-Trek       | 08h42m46s |
| 2  | Thomas Scully       | Team Raleigh                  | a 5s      |
| 3  | Fredrik Ludvigsson  | Team People4you - Unaas Cycli | a 7s      |
| 4  | Silvan Dillier      | BMC                           | a 8s      |
| 5  | Ikar Slik           | Rabobank D. Team              | a 10s     |
| 6  | Anthony Turgis      | CC Nogent-sur-Oise            | a 15s     |
| 7  | Stefan Kung         | BMC                           | m.t.      |
| 8  | Markus Fothen       | Team NSP-Ghost                | a 16s     |
| 9  | Jesper Hansen       | Team Cult Energy              | a 17s     |
| 10 | Christoph Pfingsten | CT Rijke-Shanks               | m.t       |

### 3ª Etapa
21 Março 2013 – Thuit-Signol a Argentan, 159 km
|    | Ciclista           | Equipa                        | Tempo     |
| -- | ------------------ | ----------------------------- | --------- |
| 1  | Alexandre Blain    | Team Raleigh                  | 03h43m21s |
| 2  | Eric Berthou       | Team Raleigh                  | m.t.      |
| 3  | Silvan Dillier     | BMC                           | 03h43m41s |
| 4  | Sergey Nikolaev    | Itera-Katusha                 | m.t.      |
| 5  | Tino Thömel        | Team NSP-Ghost                | m.t       |
| 6  | Thomas Scully      | Team Raleigh                  | m.t       |
| 7  | Ronan van Zandbeek | CT Rijke-Shanks               | m.t       |
| 8  | Jesper Hansen      | Team Cult Energy              | m.t       |
| 9  | Michael Olsson     | Team People4you - Unaas Cycli | m.t       |
| 10 | Alo Jakin          | VC Rouen 76                   | m.t       |

|    | Ciclista           | Equipa                        | Tempo     |
| -- | ------------------ | ----------------------------- | --------- |
| 1  | Alexandre Blain    | Team Raleigh                  | 12h26m17s |
| 2  | Thomas Scully      | Team Raleigh                  | a 13s     |
| 3  | Silvan Dillier     | BMC                           | a m.t.    |
| 4  | Jesper Hansen      | Team Cult Energy              | a 27s     |
| 5  | Alo Jakin          | VC Rouen 76                   | a 30s     |
| 6  | Sergey Nikolaev    | Itera-Katusha                 | a 34s     |
| 7  | Fábio Silvestre    | RadioShack-Leopard-Trek       | a 37s     |
| 8  | Michael Olsson     | Team People4you - Unaas Cycli | a 41s     |
| 9  | Fredrik Ludvigsson | Team People4you - Unaas Cycli | a 44s     |
| 10 | Stefan Kung        | BMC                           | a 45s     |

### 4ª Etapa
22 Março 2013 – Domfort a Villers-Bocage, 155 km
|    | Ciclista                 | Equipa                        | Tempo     |
| -- | ------------------------ | ----------------------------- | --------- |
| 1  | Anthony Charteau         | Europcar                      | 03h38m35s |
| 2  | Dylan van Baarle         | Rabobank D. Team              | a 3s      |
| 3  | Maxime Renault           | Sojasun Espoir ACNC           | a 23s     |
| 4  | Tony Hurel               | Europcar                      | m.t.      |
| 5  | Julien Duval             | VC Roubaix Lille Métropole    | m.t       |
| 6  | Martin Mortensen         | Concordia Forsikring - Riwal  | m.t       |
| 7  | Fábio Silvestre          | RadioShack-Leopard-Trek       | m.t       |
| 8  | Troels Ronning Vinther   | Team Cult Energy              | m.t       |
| 9  | Pierre-Henri Lecuisinier | Vendée U - PDL                | m.t       |
| 10 | Fredrik Ludvigsson       | Team People4you - Unaas Cycli | m.t       |

|    | Ciclista           | Equipa                        | Tempo     |
| -- | ------------------ | ----------------------------- | --------- |
| 1  | Silvan Dillier     | BMC                           | 16h05m28s |
| 2  | Alexandre Blain    | Team Raleigh                  | a 7s      |
| 3  | Dylan van Baarle   | Rabobank D. Team              | a 10s     |
| 4  | Fábio Silvestre    | RadioShack-Leopard-Trek       | a 24s     |
| 5  | Fredrik Ludvigsson | Team People4you - Unaas Cycli | a 31s     |
| 6  | Jesper Hansen      | Team Cult Energy              | a 34s     |
| 7  | Thomas Scully      | Team Raleigh                  | a 36s     |
| 8  | Renaud Dion        | Bretagne-Séché                | a 45s     |
| 9  | Tony Hurel         | Europcar                      | a 47s     |
| 10 | Michael Olsson     | Team People4you - Unaas Cycli | a 48s     |

### 5ª Etapa
23 Março 2013 –  Gouville-sur-Mer a Bagnoles-de-l'Orne, 183 km
|    | Ciclista                 | Equipa                  | Tempo     |
| -- | ------------------------ | ----------------------- | --------- |
| 1  | Rick Zabel               | Rabobank D. Team        | 04h02m09s |
| 2  | Tony Hurel               | Europcar                | m.t.      |
| 3  | Marco Benfatto           | Astana                  | m.t.      |
| 4  | Benoit Jarrier           | Bretagne-Séché          | m.t.      |
| 5  | Nick van der Lijke       | Rabobank D. Team        | m.t       |
| 6  | Daniel Klemme            | RadioShack-Leopard-Trek | m.t       |
| 7  | Tino Thömel              | Team NSP-Ghost          | m.t       |
| 8  | Dylan van Baarle         | Rabobank D. Team        | m.t       |
| 9  | Pierre-Henri Lecuisinier | Vendée U - PDL          | m.t       |
| 10 | Sergey Nikolaev          | Itera-Katusha           | m.t       |

|    | Ciclista           | Equipa                        | Tempo     |
| -- | ------------------ | ----------------------------- | --------- |
| 1  | Silvan Dillier     | BMC                           | 20h07m37s |
| 2  | Alexandre Blain    | Team Raleigh                  | a 5s      |
| 3  | Dylan van Baarle   | Rabobank D. Team              | a 9s      |
| 4  | Fábio Silvestre    | RadioShack-Leopard-Trek       | a 24s     |
| 5  | Fredrik Ludvigsson | Team People4you - Unaas Cycli | a 31s     |
| 6  | Jesper Hansen      | Team Cult Energy              | a 34s     |
| 7  | Tony Hurel         | Europcar                      | a 41s     |
| 8  | Renaud Dion        | Bretagne-Séché                | a 42s     |
| 9  | Michael Olsson     | Team People4you - Unaas Cycli | a 48s     |
| 10 | Thomas Scully      | Team Raleigh                  | m.t.      |

### 6ª Etapa
24 Março 2013 – Bagnoles-de-l'Orne a Caen, 137 km
|    | Ciclista           | Equipa                     | Tempo     |
| -- | ------------------ | -------------------------- | --------- |
| 1  | Tino Thömel        | Team NSP-Ghost             | 03h08m07s |
| 2  | Maxime Lemontagner | VC Roubaix Lille Métropole | m.t.      |
| 3  | Nick van der Lijke | Rabobank D. Team           | m.t.      |
| 4  | Julien Duval       | VC Roubaix Lille Métropole | m.t.      |
| 5  | Patrick Clausen    | Team Cult Energy           | m.t       |
| 6  | Eugenio Alafaci    | RadioShack-Leopard-Trek    | m.t       |
| 7  | Gerry Druyts       | Omega Pharma-Quick Step    | m.t       |
| 8  | Daniel Klemme      | RadioShack-Leopard-Trek    | m.t       |
| 9  | Tony Hurel         | Europcar                   | m.t       |
| 10 | Fábio Silvestre    | RadioShack-Leopard-Trek    | m.t       |

|    | Ciclista           | Equipa                        | Tempo     |
| -- | ------------------ | ----------------------------- | --------- |
| 1  | Silvan Dillier     | BMC                           | 23h15m43s |
| 2  | Alexandre Blain    | Team Raleigh                  | a 3s      |
| 3  | Dylan van Baarle   | Rabobank D. Team              | a 8s      |
| 4  | Fábio Silvestre    | RadioShack-Leopard-Trek       | a 25s     |
| 5  | Fredrik Ludvigsson | Team People4you - Unaas Cycli | a 32s     |
| 6  | Jesper Hansen      | Team Cult Energy              | a 35s     |
| 7  | Tony Hurel         | Europcar                      | a 42s     |
| 8  | Renaud Dion        | Bretagne-Séché                | a 43s     |
| 9  | Michael Olsson     | Team People4you - Unaas Cycli | a 49s     |
| 10 | Thomas Scully      | Team Raleigh                  | m.t.      |

## Lideres Classificações
| Etapa | Vencedor da Etapa | Classificação Geral · | Classificação Montanha · | Classificação Metas Volantes · | Classificação Pontos · | Classificação Juventude · | Classificação Equipas |
| ----- | ----------------- | --------------------- | ------------------------ | ------------------------------ | ---------------------- | ------------------------- | --------------------- |
| Pro   | Thomas Scully     | Thomas Scully         | Ikar Slik                | n.a.                           | n.a.                   | Thomas Scully             | Vendée U - PDL        |
| 1     | Fábio Silvestre   | Fábio Silvestre       | Rudy Kowalski            | Cédric Delaplace               | Fábio Silvestre        | Fábio Silvestre           | BMC                   |
| 2     | Martin Mortensen  | Fábio Silvestre       | Martin Mortensen         | Cédric Delaplace               | Martin Mortensen       | Fábio Silvestre           | Rabobank D. Team      |
| 3     | Alexandre Blain   | Alexandre Blain       | Christoph Pfingsten      | Silvan Dillier                 | Alexandre Blain        | Thomas Scully             | Team Raleigh          |
| 4     | Anthony Charteau  | Silvan Dillier        | Martin Mortensen         | Cédric Delaplace               | Alexandre Blain        | Silvan Dillier            | Rabobank D. Team      |
| 5     | Rick Zabel        | Silvan Dillier        | Martin Mortensen         | Cédric Delaplace               | Tony Hurel             | Silvan Dillier            | Rabobank D. Team      |
| 6     | Tino Thömel       | Silvan Dillier        | Martin Mortensen         | Cédric Delaplace               | Alexandre Blain        | Silvan Dillier            | Rabobank D. Team      |
| Final | Final             | Silvan Dillier        | Martin Mortensen         | Cédric Delaplace               | Alexandre Blain        | Silvan Dillier            | Rabobank D. Team      |

- n.a.-não atribuída